# 斯普林沃特科勒尼
斯普林沃特科勒尼（英語：Springwater Colony）是位於美國蒙大拿州惠特蘭縣的普查規定居民點。

## 人口
根據2020年美國人口普查的數據，斯普林沃特科勒尼的面積為0.61平方千米，皆為陸地。當地共有人口119人，而人口密度為每平方千米195.08人。